# Dârloaia
Dârloaia – wieś w Rumunii, w okręgu Neamț, w gminie Bârgăuani. W 2011 roku liczyła 190 mieszkańców.